# AJ Johnson
Akeem Jamaal Johnson, detto AJ (Fresno, 1º dicembre 2004), è un cestista statunitense, professionista nella NBA con gli Washington Wizards.

## Carriera
Il 14 aprile 2023 ha firmato il primo contratto professionistico con gli Illawarra Hawks; nel 2024 è stato selezionato con la ventitreesima scelta assoluta al Draft NBA dai Milwaukee Bucks.

## Statistiche

### NBL
| Anno      | Squadra         | PG | PT | MP  | TC%  | 3P%  | TL%  | RP  | AP  | PRP | SP  | PP  |
| --------- | --------------- | -- | -- | --- | ---- | ---- | ---- | --- | --- | --- | --- | --- |
| 2023-2024 | Illawarra Hawks | 25 | -  | 7,9 | 35,5 | 28,6 | 53,8 | 1,3 | 0,7 | 0,2 | 0,1 | 2,8 |
| Carriera  | Carriera        | 25 | -  | 7,9 | 35,5 | 28,6 | 53,8 | 1,3 | 0,7 | 0,2 | 0,1 | 2,8 |

### NBA

#### Regular Season
| Anno      | Squadra         | PG | PT | MP   | TC%  | 3P%  | TL%  | RP  | AP  | PRP | SP  | PP  |
| --------- | --------------- | -- | -- | ---- | ---- | ---- | ---- | --- | --- | --- | --- | --- |
| 2024-2025 | Milwaukee Bucks | 7  | 0  | 6,3  | 42,1 | 60,0 | 50,0 | 1,0 | 1,0 | 0,1 | 0,0 | 2,9 |
| 2024-2025 | Wash. Wizards   | 22 | 11 | 27,0 | 38,1 | 24,7 | 88,6 | 2,4 | 3,1 | 0,5 | 0,1 | 9,1 |
| Carriera  | Carriera        | 29 | 11 | 22,0 | 38,5 | 26,7 | 86,5 | 2,0 | 2,6 | 0,4 | 0,1 | 7,6 |

### G League
| Anno      | Squadra          | PG | PT | MP   | TC%  | 3P%  | TL%  | RP  | AP  | PRP | SP  | PP   |
| --------- | ---------------- | -- | -- | ---- | ---- | ---- | ---- | --- | --- | --- | --- | ---- |
| 2024-2025 | Wisconsin Herd   | 25 | 21 | 28,6 | 43,0 | 36,4 | 78,8 | 3,8 | 4,0 | 0,9 | 0,3 | 13,4 |
| 2024-2025 | Capital C. Go-Go | 5  | 5  | 29,9 | 45,3 | 41,9 | 88,9 | 3,4 | 4,4 | 1,2 | 0,2 | 16,4 |
| Carriera  | Carriera         | 30 | 26 | 28,8 | 43,4 | 37,7 | 81,0 | 3,7 | 4,1 | 1,0 | 0,3 | 13,9 |